# Jung Yong-hwa
Jung Yong-hwa (hangul: 정용화), é um cantor e ator sul coreano. É conhecido por sua atuação nas séries You're Beautiful e Heartstrings. Ele é o líder, guitarrista e principal vocalista da banda CNBLUE.

## Biografia
Jung nasceu em 22 de junho de 1989, em Coreia do Sul. Mudou-se com seus pais e o irmão mais velho em 1991 para Busan e viveu lá até o ensino médio, onde começou a compor músicas. Depois de passar no vestibular, ele voltou para Seul e assinou com a FNC Music. Em 2009, foi para o Japão com seus companheiros de banda para estudar música. Enquanto estavam lá, fizeram performances na rua e lançaram álbuns independentes.
Antes de estrear na indústria do entretenimento, Jung já era bastante conhecido em Busan por ser bonito e cantar bem. Na internet, ele ficou conhecido como um "Ulzzang" (um termo coreano que significa que a pessoa tem uma boa aparência).

## Carreira

### Cantor
O primeiro mini-álbum de Jung foi Now or Never, como integrante da banda CNBLUE, sendo lançado em 19 de agosto de 2009 no Japão. Ele compôs as faixas "Love Revolution" e "Just Please".
A sua estréia na Coréia ocorreu em 14 de janeiro de 2010, com o lançamento do primeiro mini-álbum da CNBLUE, Bluetory. A faixa "I'm a Loner" virou um hit instantâneio no país, ficando no top em todas as principais lojas de músicas online, além de liderar a parada  KBS Music Bank por 14 dias a partir de 29 de janeiro de 2012.
Em 14 de janeiro de 2011, Jung lançou seu primeiro single digital solo, intitulado "For First Time Lovers". A canção liderou as paradas por 2 semanas consecutivas.
Em 19 de outubro de 2011, a CNBLUE lançou no Japão a música "In My Head", composta por Jung. A canção foi escolhida para ser o tema de encerramento de Supernatural.
Jung foi responsável por compor e escrever o segundo single da banda, "Where You Are", lançado em 1 de fevereiro de 2012 no Japão.
Em 14 de janeiro de 2013, a CNBLUE lançou a faixa "I'm Sorry", co-composta e co-escrita por Jung.

### Compositor
Jung compôs e produziu a canção "Fool" como um presente para o álbum de estréia de Juniel e "Love is Only You" para o banda feminina AOA. No primeiro semestre de 2012, ele lançou 17 composições.
Para o drama Heartstrings, Jung compôs "Because I Miss You". Mais tarde, produziu "Casting Love" para outro drama que participou, Marry Him If You Dare.
Ele também produziu "School Song" para a  CNBLUE School em Burkina Faso, África.
A música "Feel Good" do Samsung Galaxy, lançada em 23 de agosto de 2013 no Youtube, foi escrita por Jung.
Ele está na primeira posição do "Top 15 dos Ídolos Multi-Talentosos", devido a suas habilidades de composição, canto, rap e de atuação. Também está na terceira posição do "Top 7 da Próxima Estrela do Mundo Psy" e na terceira posição do "Top 10 Ídolos Que Seriam bem Sucedidos como Produtores".

### Ator
Em 2009, Jung foi escalado para o drama You're Beautiful. Dois anos depois, protagonizou a série Heartstrings.
Em 2012, fez uma aparição especial na série A Gentleman's Dignity.
Em 2013, juntou-se ao elenco de Marry Him If You Dare.
Em 2014, protagonizou em seu primeiro drama épico The Three Muskeeters.
Em 2021, atuou ao lado de Jang Na-ra no drama televisivo sobrenatural Sell Your Haunted House produzido pela KBS.

### Programa de variedades
Após sua estréia como ator, Jung assinou um contrato com a Sunday Sunday Night da MBC para o quadro Korea Ecosystem Rescue Centre: Hunters, que contava com sete celebridades, incluindo Kim Hyun-joong, para capturarem javalis. O show foi ao ar em 6 de dezembro de 2009, mas foi cancelado em janeiro de 2010, devido a protestos de grupos de direitos de animais. Em seguida, apareceu no programa Eco House, que comentava sobre as mudanças climáticas. Em fevereiro de 2010, apareceu no programa We Got Married da MBC, onde formou um casal com Seohyun de Girls' Generation. Jung também fez diversas aparições em Running Man da SBS.

## Filmografia
| Ano  | Título                  | Papel          | Notas                           |
| ---- | ----------------------- | -------------- | ------------------------------- |
| 2009 | You're Beautiful        | Kang Shin-woo  | Primeira atuação                |
| 2011 | Heartstrings            | Lee Shin       | Protagonista                    |
| 2012 | A Gentleman's Dignity   | Ele mesmo      | Aparição especial (episódio 13) |
| 2013 | Marry Him If You Dare   | Park Se-Joo    | Elenco principal                |
| 2013 | Cheongdam-dong 111      | Ele mesmo      | Reality show                    |
| 2014 | The Three Musketeers    | Park Dal-hyang | Protagonista                    |
| 2017 | The Package             | San Ma Roo     | Protagonista                    |
| 2021 | Sell Your Haunted House | Oh In-Beom     | Protagonista                    |

| Ano       | Título                                    |
| --------- | ----------------------------------------- |
| 2009–2010 | Sunday Sunday Night – Hunters: Echo House |
| 2010–2012 | Strong Heart                              |
| 2010      | Let's Go Dream Team! Season 2             |
| 2010      | Win Win                                   |
| 2010      | Star Golden Bell                          |
| 2010      | Happy Birthday                            |
| 2010      | Haha Mong Show                            |
| 2010–2011 | We Got Married                            |
| 2011      | Happy Together                            |
| 2010–2011 | Night After Night                         |
| 2010–2013 | Running Man                               |
| 2012      | Sponge                                    |
| 2012      | Hello                                     |
| 2012      | Invincible Youth                          |
| 2014      | Golden Fishery Radio Star                 |
| 2014      | Hello Counselor                           |
| 2014      | Weekly Idol                               |

| Ano       | Título                        |
| --------- | ----------------------------- |
| 2009–2010 | SBS Gayo Daejeon              |
| 2010–2011 | Inkigayo                      |
| 2012      | SBS Kpop Concert na América   |
| 2012      | KBS Music Bank no Chile       |
| 2012      | KBS Gayo Daechukje            |
| 2013      | Golden Disk Awards na Malásia |
| 2014      | LAX KPOP FESTIVAL em LA       |
| 2014      | Music Bank no Brasil          |

| Ano  | Título                  |
| ---- | ----------------------- |
| 2012 | "Fool" por Juniel       |
| 2014 | "Can't Stop" por CNBLUE |

| Ano  | Campanha                 |
| ---- | ------------------------ |
| 2010 | NII                      |
| 2010 | Suit House               |
| 2010 | Sony Ericsson Xperia X10 |
| 2011 | Suit House               |
| 2011 | Hazzys Acc               |
| 2013 | Samsung Galaxy Music     |
| 2014 | Shu Uemura (China)       |

## Discografia

### Singles
| 2011 | "For First Time Lovers" (Banmal Song) | 1  | — | Single Digital                                  |
| 2011 | "You've Fallen for Me"                | 5  | — | Trilha sonora de Heartstrings                   |
| 2011 | "Because I Miss You..."               | 14 | — | Trilha sonora de Heartstrings                   |
| 2011 | "Comfort Song"                        | —  | — | Trilha sonora de Heartstrings (edição japonesa) |
| "—" quer dizer que os lançamentos não foram mapeados ou que não foram lançados naquela região. Nota - A Billboard K-Pop Hot 100 Chart foi criada em agosto de 2011 e a Gaon Chart em 2010. Lançamentos antes disso, não têm dados mapeados. |                                       |    |   |                                                 |

### Outros
| 2009 | "Promise" (Lee Hongki com Jung Yong-hwa)                   | —  | —  | — | You're Beautiful OST |
| 2012 | "Fool" (Juniel com Jung Yong-hwa)                          | 46 | 38 | — | My First June        |
| 2013 | "Fool"/"Babo" (versão japonesa) (Juniel com Jung Yong-hwa) | —  | —  |   | JUNI                 |
| "—" quer dizer que os lançamentos não foram mapeados ou que não foram lançados naquela região. Nota - A Billboard K-Pop Hot 100 Chart foi criada em agosto de 2011 e a Gaon Chart em 2010. Lançamentos antes disso, não têm dados mapeados. |                                                            |    |    |   |                      |

## Prêmios e indicações
| Ano  | Prêmio                   | Categoria                                         | Trabalho nomeado                          | Resultado | Ref    |
| ---- | ------------------------ | ------------------------------------------------- | ----------------------------------------- | --------- | ------ |
| 2009 | SBS Drama Awards         | Prêmio Nova Estrela                               | You're Beautiful                          | Venceu    | [ 28 ] |
| 2010 | MBC Entertainment Awards | Prêmio de Popularidade                            | We Got Married (com Seohyun de SNSD)      | Venceu    | [ 29 ] |
| 2010 | SBS Entertainment Awards | Prêmio de Nova Estrela de Variedade da SBS        | Inkigayo                                  | Venceu    | [ 30 ] |
| 2010 | 3rd Korea Drama Awards   | Prêmio de Populariedade                           | You're Beautiful                          | Venceu    | [ 31 ] |
| 2011 | 3º Melon Music Awards    | Trilha Sonora com Melhor Canção de Estilo Musical | "You've Fallen For Me" (Heartstrings OST) | Indicado  | [ 32 ] |
| 2011 | MBC Drama Awards         | Prêmio de Novo Ator                               | Heartstrings                              | Indicado  |        |
| 2012 | 48º Paeksang Arts Awards | Prêmio de Populariedade                           | Heartstrings                              | Indicado  |        |
| 2012 | 1st K-Drama Star Awards  | Prêmio de Estrela do Hallyu                       | Heartstrings                              | Venceu    |        |
| 2013 | KBS Drama Awards         | Prêmio de Melhor Dupla (com Han Chae-ah)          | Marry Him If You Dare                     | Indicado  | [ 33 ] |
| 2014 | 50º Baeksang Arts Awards | Ator Mais Popular (TV)                            | Marry Him If You Dare                     | Indicado  |        |